# اچ-۱
اچ-۱ (اچ-آی) یک وسیله نقلیه پرتاب متوسط ژاپنی بود که شامل اولین مرحله آمریکایی و مجموعه‌ای از راکت‌های تقویت کننده و مراحل فوقانی کاملاً ژاپنی بود. اچ در نام نشان دهنده استفاده از سوخت هیدروژن مایع در مرحله دوم است. این ۹ بار بین سال‌های ۱۹۸۶ و ۱۹۹۲ به فضا پرتاب شد. جایگزین ان-۲ شد، و متعاقباً با اچ-۲ جایگزین شد، که از همان مراحل بالایی با مرحله اول ژاپنی استفاده می‌کرد.

## تاریخچه راه‌اندازی
هنگامی که اچ-۱ در سال ۱۳۶۵ معرفی شد، نماینده شرکت تسوگوئو تاتاکاوه تصریح کرد که از آن فقط برای پرتاب محموله‌های بومی (یعنی ژاپنی) استفاده می‌شود، که سالیانه تنها دو پرتاب می‌تواند نصب شود، و اینکه پنجرهٔ پرتاب، شامل یک دوره چهارماهه است که در آن ناوگان ماهیگیری ژاپن فعال نبوده است (سقوط تقویت‌کننده‌های پرتاب ممکن است به ماهیگیری آسیب برساند).